# Helena Jäderblom
Helena Kristina Jäderblom, född 16 oktober 1958, är en svensk jurist och ämbetsman. Sedan 2018 är hon justitieråd och ordförande i Högsta förvaltningsdomstolen.
Helena Jäderblom blev juris kandidat vid Uppsala universitet 1983. Hon satt ting 1984–1987 och utsågs 1992 till assessor i Kammarrätten i Stockholm. Därefter var hon tillförordnad lektor i stats- och förvaltningsrätt vid Stockholms universitet 1993–1994, innan hon anställdes i Regeringskansliet som rättssakkunnig i Justitiedepartementet 1994. Hon blev kansliråd 1998, ämnesråd vid Grundlagsenheten år 2000 samt departementsråd och chef för Nådeenheten 2003. Jäderblom var chefsrådman i Länsrätten i Stockholms län 2005–2007 och lagman i Kammarrätten i Stockholm 2007–2011.
Den 28 oktober 2010 utnämnde regeringen henne till justitieråd i Högsta förvaltningsdomstolen; hon tillträdde den 1 mars 2011. Hon var därefter Sveriges domare i Europadomstolen i Strasbourg 2012–2018. Helena Jäderblom återvände 2018 till Högsta förvaltningsdomstolen, då som ordförande, ett ämbete hon tillträdde den 1 september 2018.
Helena Jäderblom har också haft uppdrag inom det statliga utredningsväsendet, varit ordförande i Etiska rådet vid Rikspolisstyrelsen 2011–2012, vice ordförande i Granskningsnämnden för radio och TV 2011–2012 och ledamot av Valmyndighetens nämnd 2011–2012.